# Imperator (zespół muzyczny)
Imperator – polska grupa muzyczna wykonująca death metal. Wraz z takimi grupami jak Vader, Exorcist, Armagedon czy Convent zaliczana jest dziś do prekursorów death metalu w Polsce. Zespół powstał w 1984 roku w Łodzi z inicjatywy gitarzysty Piotra „Bariela” Tomczyka oraz perkusisty Tomasza „Adriana” Śliwińskiego. Do 1988 roku wydał cztery wydawnictwa demo Endless Sacrifice (1986), Deathlive (1987) i Eternal Might (1988).
W 1991 roku nakładem Nameless Productions ukazał się debiutancki album zespołu zatytułowany The Time Before Time, dwukrotnie wznawiany w 1993 nakładem Loud Out Records i 1997 roku nakładem Pagan Records. Pierwotnie debiut miał zostać wydany przez norweską wytwórnię muzyczną Deathlike Silence Productions należącą do Øysteina „Euronymousa” Aarsetha, założyciela blackmetalowej grupy Mayhem, jednak w wyniku problemów finansowych wydawcy oznaczona numerem katalogowym Anti-Mosh 002 płyta nie ukazała się.
Ponadto lider grupy Piotr „Bariel” Tomczyk we współpracy z Aarsethem i wokalistą grupy Mayhem Per Yngve "Deadem" Ohlinem planował realizację nagrań projektu pod nazwą Moon. W wyniku śmierci Ohlina w 1991 roku projekt został zarzucony.
Wkrótce po wydaniu debiutanckiego albumu grupa zakończyła działalność. Zespół powracał na scenę, na krótko w 1995, kiedy to podjęto próbę nagrania drugiego albumu. W 2004 roku nakładem wytwórni muzycznej Apocalypse Productions ukazała się kompilacja wczesnych nagrań zespołu zatytułowana Eternal Might / Endless Sacrifice / Live '91 zawierająca m.in. występ zespołu na festiwalu S'thrash'ydło w Ciechanowie. Zespół reaktywował się w 2018 roku.

## Muzycy
Opracowano na podstawie materiału źródłowego.
| Ostatni znany skład zespołu - Piotr "Bariel" Tomczyk - gitara elektryczna (1983-1993, 1995, 2018-) - Krzysztof „Chris” Świątkiewicz - gitara elektryczna (1995, 2018-) - Tomasz "Novock" Nowok - gitara basowa (2018-) - Witold "Richter" Argasiński - perkusja (2018-) | Byli członkowie zespołu - Tomasz „Adrian” Śliwiński - perkusja (1984-1987) - Michał „Moloch” Skwarczewski - perkusja (1987) - Paweł „Paul” Socha - perkusja (1995) - Adam „Bonzo” Kuśmierek - gitara elektryczna (1984) - Andrzej „Quack” Kułakowski - gitara elektryczna (1991-1993) - Maciej "Mefisto" Dymitrowski - gitara basowa (1985 - 1993, 1995, 2018) |

## Dyskografia
- Endless Sacrifice (demo, 1986, wydanie własne)
- Deathlive (demo, 1987, wydanie własne)
- Dronor (demo, 1987, wydanie własne)
- Eternal Might (demo, 1988, wydanie własne)
- The Time Before Time (album, Nameless Productions '91, CD Loud Out Records '93, Pagan Records '97)
- Existential Prophecy (demo, 1999, wydanie własne)
- Eternal Might / Endless Sacrifice / Live '91 (kompilacja, 2004, Apocalypse Productions)

## Nagrody i wyróżnienia
| Rok  | Kategoria                         | Nagroda                       | Nota       |
| ---- | --------------------------------- | ----------------------------- | ---------- |
| 1990 | Zespół roku                       | Plebiscyt Thrash'em All, 1989 | 29 miejsce |
| 1991 | Zespół roku                       | Plebiscyt Thrash'em All, 1990 | 5 miejsce  |
| 1992 | Zespół roku                       | Plebiscyt Thrash'em All, 1991 | 6 miejsce  |
| 1992 | Album roku (The Time Before Time) | Plebiscyt Thrash'em All, 1991 | 6 miejsce  |